# Hydaticus subfasciatus
Hydaticus subfasciatus är en skalbaggsart som beskrevs av François Louis Nompar de Caumont de Laporte 1835. Hydaticus subfasciatus ingår i släktet Hydaticus och familjen dykare. Inga underarter finns listade i Catalogue of Life.